# Yamabe no Akahito

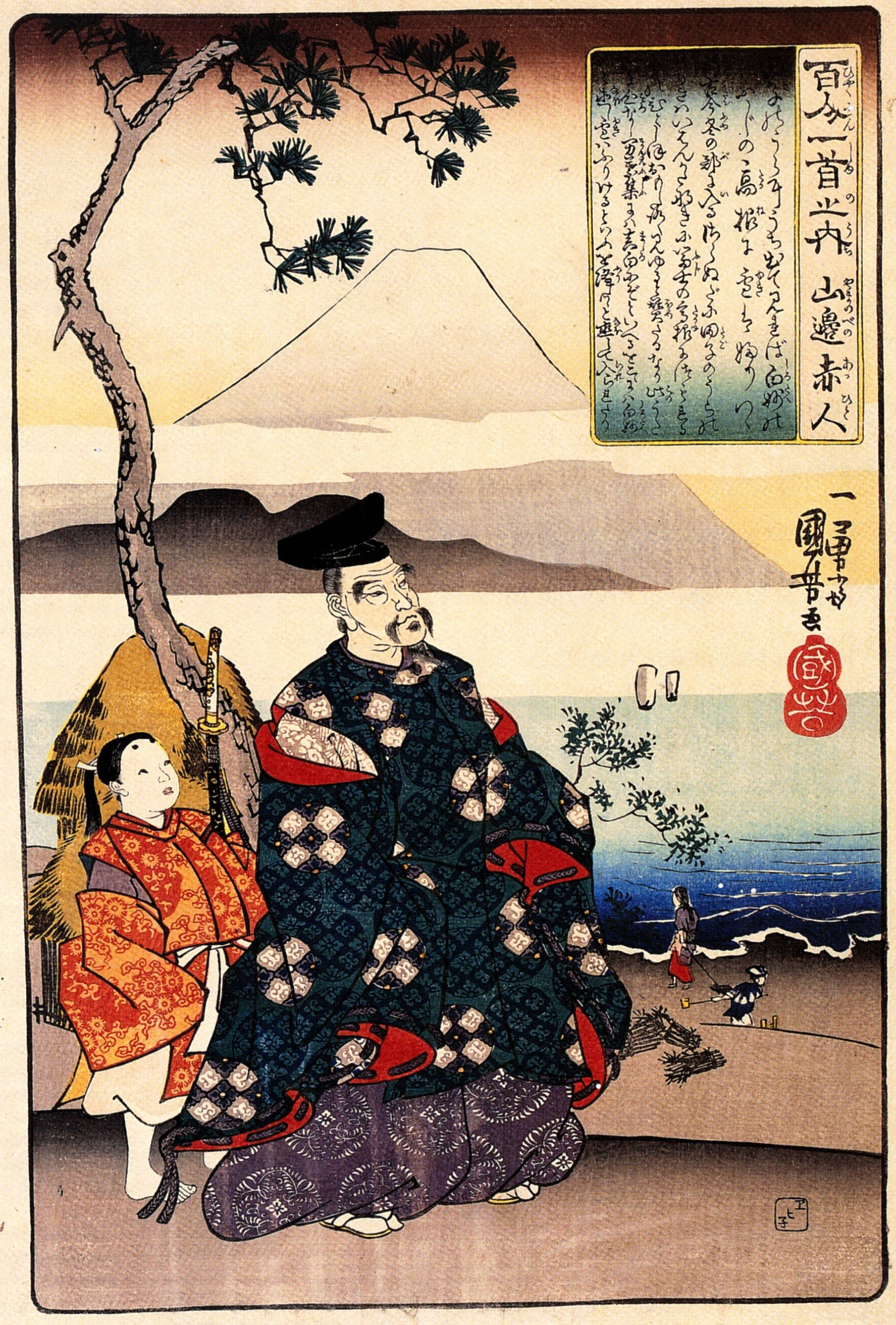
Kuniyoshi, Yamabe no Akahito

Yamabe no Akahito (山部 赤人 o 山邊 赤人) (att. 724–736) è stato un poeta giapponese del periodo Nara. Il Man'yōshū, un'antica antologia, contiene 13 suoi chōka ("lunghe poesie") e 37 tanka ("brevi poesie"). Molte delle sue poesie furono composte durante i viaggi con l'imperatore Shōmu tra il 724 e il 736 a Yoshino, Naniwa(ora Osaka) e nella provincia di Kii. Yamabe è considerato uno dei kami della poesia, ed è chiamato Waka Nisei insieme a Kakinomoto no Hitomaro. È noto come uno dei Trentasei immortali della poesia.
La sua contemplazione del Monte Fuji attraverso Tago Bay divenne una vista popolare rappresentata da artisti ukiyo-e, tra cui Hiroshige e Utagawa Kuniyoshi.
Quarantanove dei suoi poemi sono stati inclusi nelle antologie imperiali, uno di loro è stato selezionato nell'Hyakunin Isshu (n° 4). Nella prefazione in kana del Kokin wakashū è elevato al rango di kasei (歌聖, letteralmente "santo della poesia"), insieme a Kakinomoto no Hitomaro.
Il compositore americano Alan Hovhaness ha utilizzato un testo di Yamabe dal Man'yōshū nella sua cantata Fuji, Op. 182 (1960, rev. 1964).